# Ямин, Абдулла
Абдула Ямин Абдул Гаюм (мальд. އަބްދުﷲ ޔާމީން އަބްދުލް ގައްޔޫމް; род. 21 мая 1959 Мале, Мальдивы) — бывший президент Мальдивской Республики.
Ямин был избран президентом на президентских выборах 2013 года как кандидат от Прогрессивной партии (ППМ), победив лидера Мальдивской Демократической партии (ПДП) и бывшего президента Мохамеда Нашида во втором туре повторного голосования после того, как первоначальные выборы были аннулированы. Он был вторым демократически избранным президентом Мальдивской Республики.

## Биография
Абдула Ямин родился 21 апреля 1959 года на Мальдивах. Он единокровный брат бывшего в течение 30 лет президентом страны Момун Абдул Гаюма. Учился в Американском Университете в столице Ливана. Затем продолжил образование в США (Калифорния).
В 2013 году Абдула Ямин как представитель Прогрессивной партии Мальдив принимал участие в многострадальных президентских выборах в стране. Они неоднократно переносились. Само голосование проходило трижды. Результаты первых выборов были аннулированы Верховным судом. Два первых раза Ямин занимал вторые места. Это давало возможность Абдулле Ямину повторно провести агрессивную избирательную кампанию. В решающем голосовании 16 ноября 2013 года он получил более 51% голосов избирателей и был избран президентом. На следующий день вступил в должность.
28 сентября 2015 года на Абдуллу Ямина было совершено покушение, в результате которого он не пострадал. 24 октября по подозрению в участии в организации покушения был арестован вице-президент Мальдив Ахмед Адиб.
В феврале 2018 года о решении баллотироваться на пост главы Мальдив объявил экс-президент Мохамед Нашид, который 2015 году был осужден по обвинению в терроризме и приговорен к лишению свободы на срок 13 лет. Приговор был отменен Верховным судом. Президент Ямин обвинил судей в попытке государственного переворота и 5 февраля 2018 года ввел в стране чрезвычайное положение до марта.
24 сентября 2018 года после президентских выборов Абдулла Ямин признал свое поражение, потерпев поражение от оппозиционного кандидата Ибрагима Мохамеда Солиха с результатом 41,6% голосов. Действующий президент пообещал осуществить «мягкий» транзит власти. Перед выборами предрекали победу оппозиции, но при этом считали, что правительство Ямина, связанное контрактами на строительство инфраструктурных объектов с Китаем, сделает все для того, чтобы не потерять власть.

### Президентские выборы 2013 года
В первом туре голосования по выборам Президента Мальдивской Республики 2013 года Ямин получил 61 278 (29,72%) голосов, а бывший президент основной оппозиции Мохамед Нашид получил 96 764 голоса (46,93%).
Однако ни один кандидат не получил более 50%, что является минимальной поддержкой, необходимой для того, чтобы стать президентом.
Перед вторым туром коалиция решила поддержать Ямина в качестве президента против Нашида. 111 203 (51,39%) получил Ямин, и он вступает в должность президента, как только официальные лица объявили его победителем.

## Президент Мальдив
Проект «Мост дружбы Китай-Мальдивы» (теперь официально именуемый «Мост Синамали»), который был запущен в 2015 году, является первым в своем роде проектом на Мальдивах. Его длина составляет 1,4 километра, а ширина — 20 метров, и он соединяет восточный край Мале с западным углом острова Хулхуле, где расположен международный аэропорт Велана. Он предоставит по одной полосе для четырёхколёсных транспортных средств и по одной полосе для мотоциклов с каждой стороны. Также по обеим сторонам есть переулок для пешеходов.
Строительство моста началось в 2016 году, а после его завершения в середине 2018 года мост будет способствовать улучшению межостровного транспорта и экономическому развитию в регионе, обеспечивая надёжное наземное сообщение для местных жителей и отдыхающих между столицей Мале, аэропортом и аэропортом. и новый молодежный город Хулхумале. Президент Ямин торжественно открыл мост Синамале 30 августа 2018 года. Это первый в истории мост на архипелаге, который преодолеет расстояние более километра.
Ожидается, что расширение основных ворот страны, международного аэропорта Велана, будет завершено во втором квартале 2018 года. Проект расширит и увеличит пропускную способность аэропорта для обслуживания большего количества пассажиров и самолётов. Этот амбициозный проект состоит из топливного склада вместимостью 45 миллионов литров и грузового комплекса вместимостью 120 000 тонн, а также новой взлётно-посадочной полосы длиной 3400 метров и шириной 60 метров с кодом F, способной обслуживать самый большой из самолётов, таких как Антонов Ан-225 и Airbus A380, и новый пассажирский терминал. По завершении существующая взлётно-посадочная полоса будет преобразована в рулёжную дорожку, что сократит время обслуживания самолётов в аэропорту. Ожидается, что новый терминал увеличит способность обслуживать около 8 миллионов пассажиров по сравнению с нынешними 1,5 миллионами пассажиров в год. Новый международный пассажирский терминал будет иметь площадь 78 000 квадратных метров, новый терминал будет иметь 40 стоек регистрации отправлений, 38 иммиграционных стоек, 12 пристаней и шесть аэромостов.
Другие новые аэропорты разрабатываются, учитывая увеличение потока пассажиров и туристов, который, как ожидается, увеличится в ближайшие годы. Новые региональные аэропорты строятся на островах, таких как Кулхудхуффуши, а существующие региональные аэропорты, такие как международный аэропорт Ган, были преобразованы в международные аэропорты, а международные авиалинии постепенно начинают свою работу.
Город Хулхумале также развивался под руководством Ямина. Новая земля, необходимая для Фазы II острова Хулхумале, была восстановлена в начале 2014 года, и с тех пор последовало быстрое развитие, такое как строительство дорог и другой необходимой инфраструктуры. Ямин также инициировал грандиозный жилищный проект под названием «Хияа», чтобы предоставить убежище примерно 100 000 человек. В рамках второго этапа развития Хулхумале будет построено 10 080 единиц жилья, включая квартиры.
Ямин также пообещал улучшить медицинские учреждения, чтобы они могли лучше лечить онкологических больных и больных с сердечными заболеваниями, а также взяли на себя обязательства по совершенствованию исследовательских и других технических возможностей. Кроме того, новая 25-этажная многоэтажная больница Dharumavantha Hospital, которая считается самой крупной инвестицией для мальдивского сектора здравоохранения под управлением Ямина, станет технологически инновационным включением в сектор здравоохранения Мальдив и обещает предоставлять улучшенные услуги и будет использовать новые и улучшенное современное оборудование. Здание спроектировано так, чтобы «экранировать» радиацию, в то время как в помещениях будет установлена система жизнеобеспечения. Кроме того, шесть этажей здания отведены под национальный диагностический центр. В здании также будет полностью оборудованная и закрытая секция для хранения летучих химикатов. Другие объекты, которые планируется включить в здание, включают тренажёрный зал, центр гидротерапии, реабилитационный центр, а также детский сад и бассейн. Новый медицинский колледж, отвечающий международным стандартам, также впервые создаётся под руководством Ямина с целью дальнейшей революции в секторе здравоохранения на Мальдивах. Два этажа новой ультрасовременной больницы предназначены для медицинского колледжа, чтобы обеспечить лучшие удобства для студентов, практикующих MBBS в медицинском колледже на Мальдивах.
В Адду завершается строительство новой высокоспециализированной больницы, чтобы обеспечить доступ к высокому уровню здравоохранения, помимо того, что она доступна только в столице Мале. Чтобы увеличить доходы страны и уменьшить зависимость от туризма, Ямин также предполагает, что эти проекты дадут толчок новому и дополнительному источнику дохода для экономики Мальдив — медицинскому туризму.

## Нарушения прав человека
Поступали сообщения о крупномасштабных нарушениях прав человека и подавлении инакомыслия во время президентства Абдуллы Ямина, включая автократические меры, такие как нарушение свободы ассоциаций, свободы выражения мнений, мирных собраний и участия в политической жизни. Нарушения прав человека включали массовые произвольные аресты, порку в качестве наказания, жестокое обращение с женщинами, указы, запрещающие оппозиционным партиям участвовать в выборах, аресты судей Верховного суда и подавление СМИ в попытке заставить замолчать критиков.
5 февраля 2018 года президент Абдулла Ямин объявил чрезвычайное положение и приказал арестовать ряд политиков и официальных лиц, включая двух судей Верховного суда Мальдив, в том числе главного судью Мальдив Абдуллу Саида и бывшего президента Момуна Абдул Гаюма. За этим последовали массовые произвольные аресты не менее 141 человека. В 2014 году был похищен и исчез Ахмед Рилван, блогер и репортер газеты Maldives Independent, критиковавший коррупцию и религиозный экстремизм. 23 апреля 2017 года популярный мальдивский блоггер Ямин Рашид, известный своими сатирическими комментариями о политиках, был обнаружен с 34 ножевыми ранениями на лестничной клетке своего многоквартирного дома в Мале. Ему неоднократно угрожали смертью, о которых он сообщил в полицию, но никаких действий предпринято не было.

## Выборы 2018 года
Ямин потерпел поражение от объединенного кандидата от оппозиции Ибрагима Мохамеда Солиха (от ДПН) на президентских выборах 2018 года, состоявшихся 23 сентября 2018 года. Ямин признал свое поражение в телевизионном заявлении, транслированном на следующий день.

## Предполагаемые попытки убийства
28 сентября 2015 года произошел взрыв на борту президентской яхты «Финифенмаа», на борту которой находились Ямин и его жена вместе с высокопоставленными правительственными чиновниками с аэропорта острова Хулхуле, когда она приближалась к стыковке у президентского причала Иззуддин Фалан в Мале. Ямин не пострадала, но первая леди, помощник президента и телохранитель были ранены. Первая леди получила незначительный перелом позвоночника и была госпитализирована более чем на месяц.
После инцидента правительственные чиновники предоставили противоречивые отчеты о причине взрыва. Хотя правительственные чиновники первоначально указывали на механическую неисправность как на вероятную причину, позже они заявили, что международная группа следователей из ФБР США, Саудовской Аравии, Австралии и Шри-Ланки опровергла эту теорию. Затем правительство объявило инцидент попыткой убийства.
Позже ФБР опровергло это утверждение, заявив, что не нашло убедительных доказательств того, что взрыв был результатом действия взрывного устройства. Неназванный шри-ланкийский чиновник, предположивший, что взрыв был результатом «взрывоопасного взрыва», не предоставил дополнительных подробностей, и хотя местная комиссия по расследованию на Мальдивах процитировала саудовских следователей, заявивших о наличии признаков гексогена, они не представили никаких доказательств этого поддерживают это утверждение, и официальные лица Саудовской Аравии не подтвердили этот вывод.
Было объявлено, что расследование показало, что в этом были замешаны вице-президент, некоторые правительственные чиновники и солдаты. Позже все они были признаны виновными и обвинены в государственной измене и терроризме, в результате чего были приговорены к тюремному заключению. Бывший вице-президент Ахмед Адиб был обнаружен в незаконном владении огнестрельным оружием, чтобы попытаться совершить переворот, устраняя высокопоставленных правительственных чиновников, а также руководя заговором по взрыву, приказав и подкупив нескольких солдат, чтобы они установили СВУ в яхте и уничтожили улики, как только яхта взят на расследование после взрыва. Однако ФБР Соединённых Штатов расследовало взрыв и заявило, что не нашло доказательств того, что причиной взрыва была бомба.

## Обвинительный акт
16 декабря 2018 года Верховный суд страны арестовал активы Ямина на сумму 6,5 млн долларов. 6 февраля 2019 года Ямин был обвинен в краже, отмывании денег и даче заведомо ложных показаний в полицию. Расследование связано со сделкой по аренде тропических островов для строительства отелей и предполагаемой выплатой 1 миллиона долларов государственных денег через частную компанию SOF Private Limited на личный банковский счет Ямина. Полиция также представила отчёт в Генеральную прокуратуру страны, в котором, среди прочего, утверждалось, что Ямин дал заведомо ложные показания во время допроса.
8 ноября 2019 года уголовный суд признал Ямина виновным по всем пунктам обвинения и назначил ему наказание в виде лишения свободы на срок пять лет, назначив также дополнительное наказание в виде штрафа в размере пяти миллионов долларов Соединённых Штатов, причитающимся государству. 2 января 2021 года Высокий суд оставил без изменений тюремный приговор. Верховный суд Мальдивской Республики вынес решение в пользу апелляции, поданной лидером оппозиции бывшим президентом Абдуллой Ямином Абдулом Гайюмом. Лидер оппозиции был освобождён по отбытии 2 лет и 2 дней. Однако во вторник Мальдивская полицейская служба добилась выдачи приказа о запрете освобождённому экс-президенту выезжать за пределы Мальдив.
25 декабря 2022 года Уголовный суд Мальдив вынес новый приговор бывшему президенту Абдулле Ямину: 11 лет лишения свободы с дополнительным наказанием в виде штрафа в размере 5 миллионов долларов, признав его виновным в коррупции и отмывании денег по обвинениям, связанным с получением откатов от частной компании при аренде атолла Вааву Аарах. В настоящее время он отбывает наказание в тюрьме Маафуши.

## Личная жизнь
Ямин — сын шейха Абдула Гайюма Ибрагима. Он женат на Фатиматх Ибрагим Диди, имеет троих детей, двух сыновей и дочь. Его жена была ранена в результате попытки убийства Ямина.

## См также
- Президентские выборы на Мальдивах (2013)